# اسب فجورد
فجورد یا اسب فجورد نروژی (نروژی: fjordhest) یک نژاد اسب نسبتاً کوچک اما بسیار قوی از مناطق کوهستانی غرب کشور نروژ است. این یک نژاد چابک از اسب‌های سبک است. رنگ آن همیشه تیره است، با پنج تنوع در سایه که در استاندارد نژاد تشخیص داده شده است. یکی از قدیمی‌ترین نژادهای جهان، صدها سال است که به عنوان اسب مزرعه ای در نروژ مورد استفاده قرار می‌گیرد و در دوران مدرن به دلیل خلق و خوی عمومی خوبش محبوب است. هم به عنوان اسب مهاری و هم زیر زین استفاده می‌شود.

## تاریخچه
فجورد یکی از قدیمی‌ترین و خالص‌ترین نژادهای جهان است. وجود اسب‌ها در نروژ در پایان آخرین عصر یخبندان شناخته شده بود. اعتقاد بر این است که اجداد آن به نروژ مهاجرت کرده و اهلی شده‌اند۴۰۰۰ سال پیش کاوش‌های باستان‌شناسی در مکان‌های دفن وایکینگ‌ها نشان می‌دهد که اسب‌هایی از این نوع حداقل به‌طور انتخابی پرورش داده شده‌اند. ۲۰۰۰ سال،این اسب‌ها توسط وایکینگ‌ها به عنوان پایه‌های جنگی مورد استفاده قرار می‌گرفتند و برای صدها سال به عنوان حیوانات مزرعه در غرب نروژ مورد استفاده قرار می‌گرفتند. حتی در اواخر جنگ جهانی دوم، آنها برای کار در مناطق کوهستانی مفید بودند. استحکام، دوام و پوشش ضخیم آن در زمستان‌های سخت نروژ به خوبی عمل می‌کند، این نژاد دارای سابقه طولانی در پرورش خالص بدون تلاقی از منابع دیگر است.

## خصوصیات
ساختار اسب فیورد نروژی با بسیاری از نژادهای دیگر متفاوت است، زیرا ترکیبی از ماهیچه و استخوان اسب، با اندازه کوچکتر و چابکی بیشتر است. دارای گردنی قوی و قوس دار، پاهای محکم و پاهای خوب و بدنی فشرده و عضلانی است. سر متوسط و به خوبی با پیشانی پهن و صاف و صورت صاف یا کمی بشقاب، با گوش‌های کوچک و چشم‌های درشت مشخص است، علیرغم اندازه کوچک، این نژاد کاملاً قادر به حمل یک انسان بالغ و کشیدن بارهای سنگین است. کت مو در زمستان به خصوص سنگین و ضخیم می‌شود.
یال طبیعی بلند، ضخیم و سنگین است، اما معمولاً به شکل هلالی مشخص بین ۵ تا ۱۰ سانتی‌متر (۲٫۰ و ۳٫۹ اینچ) قیچی می‌شود تا صاف بایستد و بر شکل گردن تأکید کند، تصور می‌شود که این یال سوسک‌دار نظافت را آسان‌تر می‌کند. همچنین گردن قوی و نوار پشتی تمام قد اسب را برجسته می‌کند. در قسمت تحتانی پاها مقداری پر وجود دارد. با این حال، استاندارد نژاد از پر کردن زیاد پرها جلوگیری می‌کند.
هیچ محدودیت بالایی یا پایینی برای ارتفاع برای این نژاد وجود ندارد، اما ارتفاع بین ۱۳۵ تا ۱۵۰ سانتی‌متر (۱۳٫۱ و ۱۴٫۳ دست؛ ۵۳ و ۵۹ اینچ) در قسمت جزوه توصیه می‌شود،وزن به‌طور معمول از ۴۰۰ تا ۵۰۰ کیلوگرم (۸۸۰ تا ۱۱۰۰ پوند) متغیر است.

## استفاده

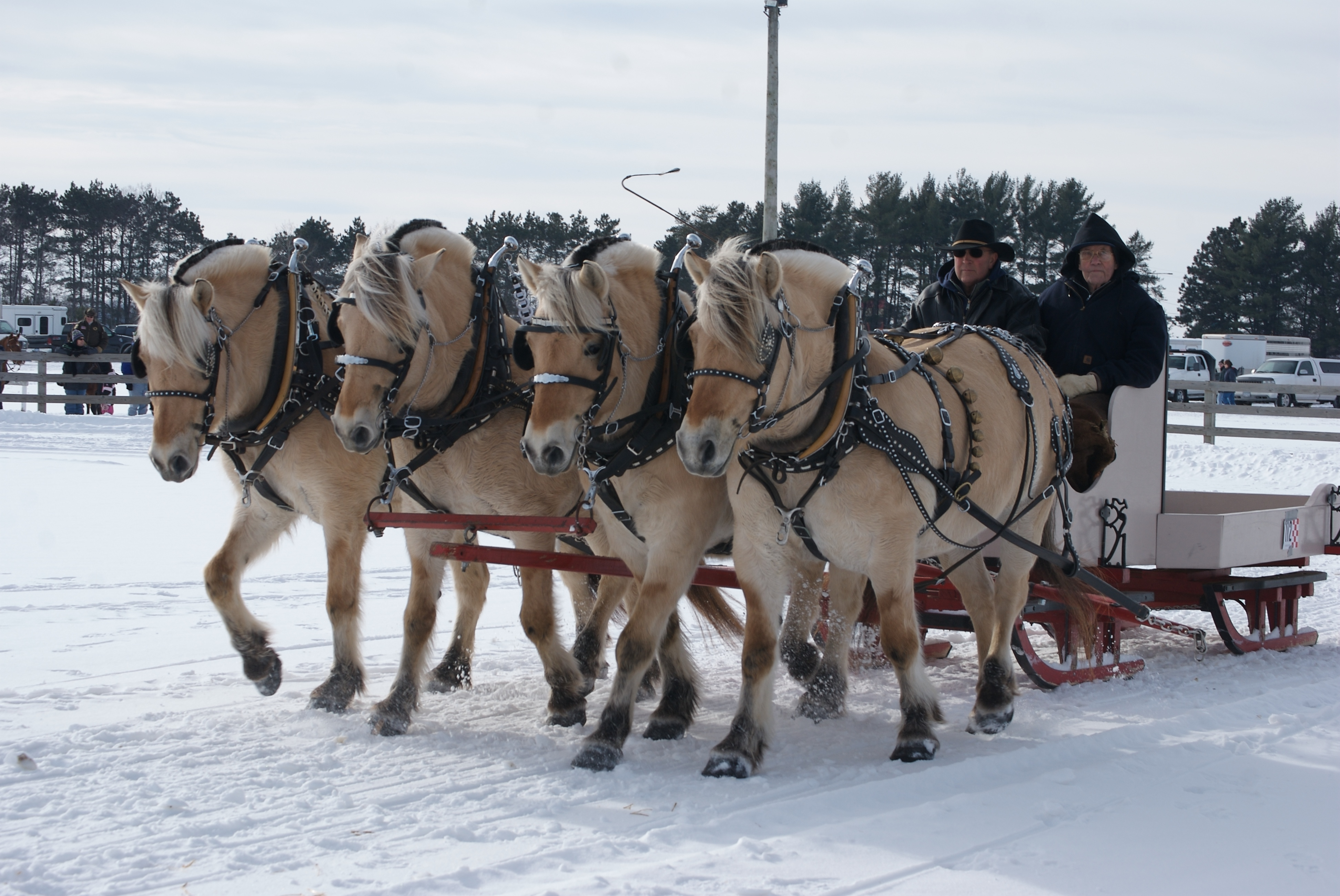
تیم در مهار

آبدره برای کارهای سنگین به اندازه کافی قوی است، مانند شخم زدن مزارع یا حمل چوب، در عین حال به اندازه کافی سبک و چابک است تا بتواند اسب سواری و رانندگی خوبی باشد. در کوهستان هم مطمئن است، در مدارس سوارکاری و درمانی نروژی رایج است، زیرا خلق و خوی معتدل و اندازه کوچک آن را برای کودکان و افراد معلول مناسب می‌کند، این اسب مهاری خوبی در نظر گرفته می‌شود و معمولاً در رقابت و حمل و نقل توریستی استفاده می‌شود.